# Parti communiste d'Espagne (reconstitué)
Pour les articles homonymes, voir Parti communiste d'Espagne (homonymie).
Le Parti communiste d'Espagne (reconstitué) (PCE(r), espagnol : Partido Comunista de España (Reconstituido)), parfois dénommé en français Parti communiste espagnol (reconstitué), est un parti politique marxiste-léniniste clandestin espagnol. Il est né au milieu des années 1970. Ses fondateurs proviennent des rangs ML (marxistes-léninistes). Des noyaux militants du PCE(r) seront actifs en Espagne durant les derniers mois de la dictature franquiste et au sein de la diaspora espagnole. En juin 2002, les autorités espagnoles ont rendu totalement illégal le PCE(r). La justice espagnole considère les Groupes de résistance antifasciste du premier octobre (Grapo) comme la branche militaire du PCE(r)
Les Cellules communistes combattantes sont proches des thèses idéologiques du PCE(r).